# Liatongus upembanus
Liatongus upembanus là một loài bọ cánh cứng trong họ Bọ hung (Scarabaeidae).